# Wubi (Ubuntu)
Pour les articles homonymes, voir Wubi.
Wubi (Windows-based Ubuntu Installer - « Installeur Ubuntu sous Windows ») est un programme libre (sous licence GPL) fonctionnant sous Windows, servant à installer Ubuntu sans avoir à modifier les partitions du disque dur.
Jusqu'en 2012 le logiciel était maintenu par Ubuntu.

## Présentation
Le but de ce programme est d'aider les débutants à installer Ubuntu sans les risques liés à la création d'une nouvelle partition de disque dur ni l'installation d'un chargeur d'amorçage. Il propose ainsi dès l'insertion du CD-ROM sous Windows de démarrer l'installation, en laissant simplement le choix de la langue et de l'emplacement d'installation, sans dérouter l'utilisateur des systèmes Microsoft Windows.
Wubi se contente en effet d'installer Ubuntu dans un dossier sur une partition NTFS de Windows, et de modifier le fichier de démarrage afin d'y ajouter un choix qui s'affichera au lancement du PC. Le système de fichiers de Linux est alors virtualisé, c'est-à-dire émulé logiciellement au-dessus du système de fichier NTFS natif à la place d'une partition Linux séparée dédiée.
Cette procédure ne modifiant aucunement la structure des partitions sur le disque, elle limite tout risque éventuel autant lors de la phase d'installation que de la phase de désinstallation.
Il faut cependant ne pas faire de confusion, car bien qu'elle ait toute l'apparence d'une installation d'un simple logiciel tiers il n'en est rien, Ubuntu reste un système d'exploitation indépendant : il faut redémarrer la machine pour passer d'un système à un autre, comme avec n'importe quelle installation dite en dual-boot (multiboot).